# 대한민국 상법 제644조
대한민국 상법 제644조는 보험사고의 객관적 확정의 효과에 대한 상법 보험법의 조문이다.

## 조문
제644조 (보험사고의 객관적 확정의 효과) 보험계약당시에 보험사고가 이미 발생하였거나 또는 발생할 수 없는 것 인때에는 그 계약은 무효로 한다. 그러나 당사자 쌍방과 피보험자가 이를 알지 못한 때에는 그러하지 아니하다.